# Liste d'émissions de télévision littéraires en France
La première émission de télévision littéraire en France a été Lectures pour tous, diffusée du 27 mars 1953 au mois de mai 1968 dont les animateurs étaient Pierre Desgraupes et Pierre Dumayet. Depuis, de nombreuses émissions se sont succédé sur différentes chaînes.

## Historique
De 1953 à 1968, Pierre Dumayet, Pierre Desgraupes et Max-Pol Fouchet présentent Lectures pour tous et Bernard Pivot, Ouvrez les guillemets à compter d'avril 1973, sur la Première chaîne de l'ORTF. 
Sur la Deuxième chaîne de l'ORTF, Michel Polac présente, de 1966 à 1970, Bibliothèque de poche et Post-scriptum, en 1970 et Marc Gilbert, de 1971 à 1974, Italiques, dont Jean-Michel Folon fait le générique de l'émission et Ennio Morricone, la musique du générique, avec la bande originale de À l'aube du cinquième jour. L'émission dure 4 ans et s'arrête à l'explosion de l'ORTF. Bernard Pivot prend le relais avec Apostrophes à partir de 1975, sur Antenne 2 puis dans les années 1990, Bouillon de culture jusqu'en juin 2001.
Patrick Poivre d'Arvor obtient de TF1 en 1988 sa propre émission littéraire, Ex-libris, diffusée en début de nuit, qui deviendra ensuite Vol de nuit et Place au livre, sur la chaîne d'information LCI.
Guillaume Durand anime un magazine qui a succédé à Bouillon de culture de Bernard Pivot, l'émission Campus. Émission purement littéraire à ses débuts, elle changera de format pour devenir généraliste en 2006, et traiter de différentes formes de cultures.
Des émissions littéraires de moindre importance ont été et sont toujours diffusées en France. Ainsi, et la liste n'est pas exhaustive, on peut citer : l'émission Texto, présentée par Philippe Bertrand, sur France 3 ; Field dans ta chambre, présentée par Michel Field, sur la chaîne parisienne Paris Première ; Le Bateau livre, anciennement Droit d'auteurs, créée en février 1996 et présentée par Frédéric Ferney, sur France 5 ; Les Livres de la 8, émission littéraire de la chaîne Direct 8, proposée et présentée par François Busnel, directeur du magazine Lire ; Bibliothèque Médicis, présentée par Jean-Pierre Elkabbach sur la chaîne Public Sénat.

## Chronologie des émissions

### Anciennes émissions
- 1953 - 1968 : Lectures pour tous, présentée par Pierre Dumayet, Pierre Desgraupes et Max-Pol Fouchet sur la RTF et la première chaîne de l'ORTF
- 1966 - 1970 : Bibliothèque de poche, présentée par Michel Polac sur la première chaîne puis la deuxième chaîne[1]
- 1970 - 1971 : Post-scriptum, présentée par Michel Polac, interrompue en mai 1971 pour avoir abordé le thème de l'inceste[1]
- 1971 - 1974 : Italiques, présentée par Marc Gilbert sur la deuxième chaîne de l'ORTF
- 1973 - 1975 : Ouvrez les guillemets, présentée par Bernard Pivot sur la première chaîne de l'ORTF
- 1975 - 1990 : Apostrophes, présentée par Bernard Pivot sur Antenne 2
- 1980 - 1981 : La Rage de lire, présentée par Georges Suffert sur TF1
- 1988 - 1999 : Ex-Libris, présentée par Patrick Poivre d'Arvor sur TF1
- 1990 - 1992 : Caractères, présentée par Bernard Rapp sur Antenne 2 puis France 3
- 1991 - 2001 : Bouillon de culture, présentée par Bernard Pivot sur Antenne 2
- 1991 - 2020 : Un livre, un jour, présentée par Olivier Barrot sur FR3, aujourd'hui France 3
- 1992 - 1999 : Le Cercle de minuit, présentée par Michel Field, Laure Adler, Olivier Minne
- 1994 - 1996 : Ah ! quels titres, présentée par Philippe Tesson sur France 3
- 1995 - 1996 : Jean Edern's Club, présentée par Jean-Edern Hallier sur Paris Première
- 1996 - 1999 : Qu'est-ce qu'elle dit Zazie ?, présentée par Jean-Michel Mariou et Francine Raymond sur France 3
- 1996 - 2004 : Droit d'auteurs, présentée par Frédéric Ferney sur La Cinquième puis France 5
- 1997 - 1998 : À l'ouest d'Edern, par Jean-Edern Hallier sur M6
- 1999 - 2008 : Vol de nuit, présentée par Patrick Poivre d'Arvor sur TF1
- 1999 - 2013 : Des mots de minuit, présentée par Philippe Lefait sur France 2 (puis sur le site Culturebox de France Télévision jusqu'en 2020)
- 2001 - 2006 : Campus, présentée par Guillaume Durand sur France 2
- 2001 - 2002 : Des livres et moi, présentée par Frédéric Beigbeder sur Paris Première
- 2002 - 2004 : Field dans ta chambre, présentée  par Michel Field sur Paris Première
- 2004 - 2008 : Le Bateau livre, présentée par Frédéric Ferney sur France 5
- 2004 - 2019 : Ça balance à Paris, présentée successivement par Michel Field, Laurent Ruquier, Pierre Lescure et Éric Naulleau, sur Paris Première
- 2005 - 2011 : Café Picouly, présentée par Daniel Picouly sur France 5
- 2006 - 2008 : Esprits libres, présentée par Guillaume Durand sur France 2
- 2006 - 2008 : Les Livres de la 8, présentée par François Busnel sur Direct 8
- 2006 - 2009 : Chez FOG, présentée par Franz-Olivier Giesbert sur France 5
- 2006 - 2018 : Bibliothèque Médicis, présentée par Jean-Pierre Elkabbach sur Public Sénat
- 2008 - 2009 : Café littéraire, présentée par Daniel Picouly sur France 2
- 2008 - 2017 : Au Field de la nuit, présentée par Michel Field puis Christophe Ono-dit-Biot sur TF1 et LCI
- 2016 - 2021 : 21 cm, présentée par Augustin Trapenard sur Canal+
- 2017 - 2021 : Vive les livres, présentée par Patrick Poivre d'Arvor sur CNews
- 2018 - 2021 : Livres & Vous, présentée par Adèle Van Reeth, sur Public Sénat

### Émissions actuelles
- depuis février 2008 : Voyage au bout de la nuit sur D8.
- depuis septembre 2008 : La Grande Librairie, présentée par François Busnel puis par Augustin Trapenard, sur France 5
- depuis mars 2021: Caractères, présentée par Cyrille Eldin sur Canal+